# Yukon Quest

Yukon Quest

Yukon Quest (The Yukon Quest 1,000-mile International Sled Dog Race) är en  slädhundstävling  som äger rum i februari varje år. Rutten är omkring 164 mil lång, och går i huvudsak längs Yukonfloden. Vartannat år startar man i Fairbanks, Alaska och går i mål i Whitehorse, Yukon, och vartannat år är riktningen den omvända. 